# Paruli
Paruli (ros. Парули) – rosyjska wieś (ros. деревня, trb. dieriewnia) na gusińskim osiedlu wiejskim w rejonie krasninskim (obwód smoleński.

## Geografia
Miejscowość położona jest nad Bierieziną, 12 km od granicy z Białorusią, 1,5 km od przystanku kolejowym 468 km, przy drodze magistralnej M1 «Białoruś», 0,4 km od drogi regionalnej 66K-31 (droga R120 / Płoskoje – Priwolje – Ordowka – Komissarowo / M1), 2,5 km od centrum administracyjnego osiedla wiejskiego (dieriewnia Gusino), 20 km od centrum administracyjnego rejonu (Krasnyj), 46 km od Smoleńska.
W granicach miejscowości znajduje się ulica Szossiejnaja.

## Demografia
W 2010 r. miejscowość zamieszkiwało 11 osób.

## Historia
W czasie II wojny światowej od lipca 1941 roku miejscowość była okupowana przez hitlerowców. Wyzwolenie nastąpiło we wrześniu 1943 roku.